# Kogaku-ji
Kogaku-ji, oorspronkelijk Kōgaku-an, is een van de 14 autonome afdelingen van het Rinzai. Het werd gesticht in 1380 door Bassui Tokusho en situeert zich dicht bij de berg Fuji, in het zuiderse prefectuur Yamanashi, Japan. Omwille van de populariteit van de tempel onder het leiderschap van Bassui, benoemde de keizer Go-Kameyama van de late 14de eeuw het als 'een tempel voor het bidden van de natie'. In de 16de eeuw werd de naam gewijzigd naar 'kogaku-ji' ten gevolge van de petitie van generaal Takeda Shingen. Later, in de 18de eeuw werd het origineel tempelcomplex vernietigd en nadat het verklaard werd tot hoofdtempel van de Kogaku-ji afdeling werd het volledig hersteld in 1908. Sinds dan regeert de tempel over acht sub-tempels en 50 filialen van de tempel.